# 射洪市
射洪市（しゃこう-し）は中華人民共和国四川省遂寧市に位置する県級市。

## 地理
涪江（ふうこう、Fu Jiang）は、嘉陵江に流れる支流としては渠江（きょこう、Qu Jiang）と並んで大きい河川とされ長江に通じている。

## 歴史
- 2019年7月12日、国務院の承認を受け射洪県を廃止し四川省で18番目の県級市となる射洪市が行政区として設置される。

## 行政区画
- 街道:太和街道、平安街道
- 鎮:武安鎮、大楡鎮、広興鎮、金華鎮、沱牌鎮、太乙鎮、金家鎮、復興鎮、天仙鎮、仁和鎮、青崗鎮、洋渓鎮、香山鎮、明星鎮、涪西鎮、潼射鎮、曹碑鎮、官升鎮、文升鎮、東岳鎮、瞿河鎮

## 交通
道路
高速道路
- 成渝地区環状高速道路（中国語版）（綿遂高速道路）

省道
- 205省道

## 健康・医療・衛生
- 射洪市人民医院
- 射洪市第二人民医院
- 射洪市第三人民医院
- 射洪市第四人民医院
- 射洪市第五人民医院
- 射洪市第六人民医院
- 射洪市第八人民医院
- 射洪市第九人民医院

## 出身者
- 陳子昂